# إليزابيث نورتن
إليزابيث نورتن (بالإنجليزية: Elizabeth Norton)‏ هي مؤرخة بريطانية، ولدت في 4 مايو 1986.